# Скуби-Ду в Къде ми е мумията?
„Скуби-Ду в Къде ми е мумията?“ (на английски: Scooby-Doo! in Where's My Mummy?) е  е директен към видео анимационен филм от 2005 година, базирани въз основа на съботните сутрешни анимации на „Скуби-Ду“. Премиерата на филма е по кината в Съединените щати на 13 май 2005 г., след това е излъчен по Cartoon Network на 24 ноември 2005 г. и е пуснат на VHS и DVD на 13 декември 2005 г. Продуциран е от Warner Bros. Animation, в който включва авторско право и лого на Hanna-Barbera Cartoons в края. Това е последния филм на „Скуби-Ду“, в който е издаден на VHS.

## Озвучаващ състав
- Франк Уелкър – Скуби-Ду, Фред Джоунс и Уики-Тики
- Кейси Кейсъм – Шаги Роджърс
- Грей Делайл – Дафни Блейк и Леля Махина
- Минди Кон – Велма Динкли
- Кристин Барански – Амелия вон Буч
- Аджай Наиду – Принц Омар Карам
- Рон Пърлман – Армин Грейнджър/Хотеп
- Джеръми Пивън – Рок Ривърс
- Уинтън Марсалис – Кемпбъл
- Одед Фер – Амахл Али Акбар
- Вирджиния Мадсън – Клеопатра

## В България
В България филмът първоначално е разпространен на VHS и DVD от Съни Филмс на 12 март 2006 г.
На 6 май 2010 г. филмът е излъчен по PRO.BG, а после прави повторения по bTV Action през 2011 г. Преведен е като „Скуби-Ду и мумиите“.
През декември 2021 г. се излъчва и по Cartoon Network.

### Дублажи
Войсоувър дублаж
| Преводач            | Матей Тодоров                                                                                     |
| Тонрежисьор         | Андрей Великов                                                                                    |
| Режисьор на дублажа | Ивайло Чилингирян                                                                                 |
| Озвучаващи артисти  | Таня Михайлова Поля Цветкова-Георгиу Яница Митева Георги Стоянов Радослав Рачев Станислав Пищалов |

Нахсинхронен дублаж
| Роля            | Изпълнител       |
| --------------- | ---------------- |
| Скуби-Ду        | Георги Спасов    |
| Шаги            | Георги Стоянов   |
| Фред            | Кирил Бояджиев   |
| Дафни           | Златина Тасева   |
| Велма           | Татяна Етимова   |
| Принц Омар      | Димитър Ангелов  |
| Амал Али Акбар  | Здравко Димитров |
| Кемпбъл         | Здравко Димитров |
| Клеопатра       | Лидия Михова     |
| Рок Ривърс      | Момчил Степанов  |
| Армин Грейнджър | Петър Върбанов   |
| Наташа          | Василка Сугарева |
| Амелия вон Буч  | Надя Полякова    |

| Обработка              | Александра Аудио |
| ---------------------- | ---------------- |
| Изпълнителен продуцент | Васил Новаков    |
| Преводач               | Силвия Вълкова   |
| Режисьор на дублажа    | Василка Сугарева |